# Rimpar
Rimpar là một đô thị trong huyện Würzburg bang Bayern, Đức.

## Twin town
- Languidic, Pháp, since 1997